# Wim Verhoef
Willem Wouter Verhoef (Schoonrewoerd, 6 december 1928 – Vlaardingen, 21 mei 2013) was een Nederlands predikant. Hij speelde een belangrijke rol bij het ontstaan van de charismatische beweging in Nederland.
Verhoef groeide op binnen de Gereformeerde Bond. In 1950 ging hij theologie studeren in Utrecht. Tijdens de eerste jaren van zijn studie was hij ook betrokken bij Youth for Christ. Tijdens een conferentie op het seminarie kwam hij in contact met gebedsgenezer Herman Zaiss. Daardoor raakt hij geïnteresseerd in de pinksterbeweging. Verhoef volgde bij Elma van Riemsdijk een cursus over de negen gaven van de Geest. Zo kwam de jonge student ook in aanraking met de opwekkingsbeweging Stromen van Kracht. Zelf sprak hij ook regelmatig op bijeenkomsten van deze beweging. Als leervicaris in Vlaardingen richtte hij samen met Willem Glashouwer sr. en Izaak Roose een groep van Stromen van Kracht op. Verhoef brak met Stromen van Kracht nadat zij diensten op zondag ging houden en mensen voor een tweede maal ging dopen ('overdopen').
Van 1955 tot 1960 was Verhoef werkzaam als vicaris in Voorburg. Daar ontwikkelde hij zijn voorliefde voor hoogliturgische diensten. Ook was hij betrokken bij een groep van Haagse predikanten die zich bezighield met de dienst van genezing.
Na de breuk met Stromen van Kracht begon Verhoef in 1957 met het uitgeven van het charismatische tijdschrift Vuur. Het blad had de ondertitel Oecumenisch maandblad voor Opwekking. Door de campagne van de Amerikaanse evangelist Thomas Lee Osborn in 1958 nam de aandacht voor de pinksterbeweging toe. Vuur stond positief tegenover deze campagne en liftte mee op het succes. De oplage groeide naar 10.000 exemplaren. Veel van de abonnees waren actief binnen de gevestigde kerken. Op 1960 werd Verhoef geïnstalleerd als Nederlands-hervormd predikant in Hoenderloo. Na Hoenderloo werd hij predikant in Vlaardingen.
In 1972 kwamen drie charismatische groepen – namelijk Vuur, De Oase en Near East Ministry – tot de vorming van een overkoepelend orgaan genaamd de Charismatische Werkgemeenschap Nederland (CWN). Verhoef was daar samen met Karel Kraan oprichter van en hij was jarenlang voorzitter. Het doel van de CWN was oecumenische gemeenschap, theologische overdenking en het vertegenwoordigen van de Nederlandse charismatischen op nationaal en internationaal niveau. Om deze doelen te bereiken werden verschillende studiedagen en conventies georganiseerd en een theologisch studieblad uitgegeven. Onder zijn leiding traden ook veel rooms-katholieken en Oudkatholieken toe tot de CWN.
Verhoef trad in 1998 terug als voorzitter van de CWN. In 1993 ging hij met emeritaat als predikant. Hij stierf in 2013 op 84-jarige leeftijd.
- Gemeinsame Normdatei: 1214000657
- International Standard Name Identifier: 0000 0003 9363 8953
- Nederlandse Thesaurus van Auteursnamen: 068139985
- Virtual International Authority File: 287970485
- WorldCat: E39PBJwHgvRctDyW9p6M7rckjC